# Liste der Baudenkmäler in Grub am Forst
Auf dieser Seite sind die Baudenkmäler in der oberfränkischen Gemeinde Grub am Forst zusammengestellt. Diese Tabelle ist eine Teilliste der Liste der Baudenkmäler in Bayern. Grundlage ist die Bayerische Denkmalliste, die auf Basis des Bayerischen Denkmalschutzgesetzes vom 1. Oktober 1973 erstmals erstellt wurde und seither durch das Bayerische Landesamt für Denkmalpflege geführt wird. Die folgenden Angaben ersetzen nicht die rechtsverbindliche Auskunft der Denkmalschutzbehörde.

## Baudenkmäler nach Gemeindeteilen

### Grub am Forst
| Lage                                                 | Objekt                                          | Beschreibung | Akten-Nr.              | Bild            |
| ---------------------------------------------------- | ----------------------------------------------- | --- | ---------------------- | --------------- |
| Bahnhofstraße 1 (Standort)                           | Stationsgebäude                                 | Eingeschossiger Fachwerkbau mit Ausfachungen aus roten Ziegeln, Satteldächer; 1891 | D-4-73-134-12 Wikidata | Stationsgebäude |
| Coburger Straße 2 (Standort)                         | Reichenbachhaus                                 | Zweigeschossiges Fachwerkhaus mit Satteldach, Erdgeschoss teilweise massiv, 1801, Verschieferung auf der Westseite bezeichnet 1873 | D-4-73-134-8 Wikidata  | Reichenbachhaus |
| Obere Au (Standort)                                  | Helenenbrunnen                                  | Brunnenanlage, bezeichnet 1868, verändert 1877; am Füllbach in Richtung Zeickhorn. | D-4-73-134-9 Wikidata  | Helenenbrunnen  |
| Obere Kirchgasse 2 (Standort)                        | Ruine                                           | Mauerreste eines ehemaligen Rittergutes, Schulhaus von 1862–1964, Sandstein, spätmittelalterlich, 1983 abgebrochen; neben der Kirche | D-4-73-134-5 Wikidata  | Ruine           |
| Obere Kirchgasse 2; Nähe Obere Kirchgasse (Standort) | Evangelisch-lutherische Pfarrkirche St. Ägidius | Chorturmbau, im Kern mittelalterlich, Kirchhaus 16. Jahrhundert, Turmaufbau 17. Jahrhundert; mit Ausstattung; Kirchhof mit Kriegerdenkmal für 1914–18 | D-4-73-134-1 Wikidata  | weitere Bilder  |
| Rohrbacher 28b (Standort)                            | Ehemalige Blaufarben-Chemiefabrik               | Blaufarbenfabrik Samuel Friedrich Holtzapfel, Blaugebäude, zwei- bis dreigeschossiger, massiver Walmdachbau mit Zwerchhaus und Fledermausgauben, Putzfassade mit Backsteingliederung, 1911; rückwärtig lang gestreckte Halle mit flachem Satteldach und Zwerchdächern, gleichzeitig; Nebengebäude, zweigeschossiger Satteldachbau mit Fachwerkobergeschoss, Ende 19. Jahrhundert; Backsteinschlot, auf quadratischem Sockel mit Zahnschnitt, Ende 19. Jahrhundert | D-4-73-134-14          | BW              |
| Rohrbacher Straße 28b (Standort)                     | Nebengebäude                                    | Zweigeschossiger Satteldachbau mit Fachwerkobergeschoss, Ende 19. Jahrhundert | D-4-73-134-14          | BW              |
| Rohrbacher Straße 28a/b/c (Standort)                 | Backsteinschlot                                 | Auf quadratischem Sockel mit Zahnschnitt, Ende 19. Jahrhundert | D-4-73-134-14          | Backsteinschlot |
| Steinweg (Standort)                                  | Brunnen                                         | Brunnen, rechteckig mit abgeschrägten Ecken, mit Brunnensäule, bezeichnet 1798 und 1896, jüngere Erneuerungen | D-4-73-134-4 Wikidata  | Brunnen         |
| Steinweg 4 (Standort)                                | Satteldachhaus                                  | Zweigeschossiges Satteldachhaus mit Fachwerk des 17./18. Jahrhundert, Verschieferung, moderne Veränderungen | D-4-73-134-2 Wikidata  | Satteldachhaus  |
| Steinweg 5 (Standort)                                | Gasthaus                                        | Zweigeschossiger Satteldachbau, Fachwerk, Giebel verschiefert, spätes 18./frühes 19. Jahrhundert | D-4-73-134-3 Wikidata  | Gasthaus        |

### Forsthub
| Lage                            | Objekt               | Beschreibung | Akten-Nr.             | Bild                 |
| ------------------------------- | -------------------- | --- | --------------------- | -------------------- |
| Gleisenauer Straße 5 (Standort) | Ehemaliges Forsthaus | zweigeschossiger Walmdachbau, um 1800; eingeschossiges Nebengebäude mit Walmdach; Fachwerkscheune mit Satteldach | D-4-73-134-6 Wikidata | Ehemaliges Forsthaus |

### Zeickhorn
| Lage                                                    | Objekt         | Beschreibung | Akten-Nr.              | Bild           |
| ------------------------------------------------------- | -------------- | --- | ---------------------- | -------------- |
| Mühlgasse 5 (Standort)                                  | Brauereikeller | Mehrstolliger Felsenkeller mit Quergewölben und zwei gefassten Brunnen                                                                        | D-4-73-134-10 Wikidata | BW             |
| Mühlgasse 14 (Standort)                                 | Mühle          | zweigeschossiger Fachwerkbau mit Walmdach, teilverschiefert, um 1800, 1868 verändert; Sandsteinsteg, bezeichnet 1820; Mühlkanal und Mühlteich | D-4-73-134-11 Wikidata | weitere Bilder |
| in der Waldflur Sandbühl (südlich des Ortes) (Standort) | Posthornstein  | Grenzstein, sogenanntes Posthörnla oder Posthornstein, Sandstein, 1820 (auf der Grenze mit der Stadt Lichtenfels)                             | D-4-73-134-7 Wikidata  | Posthornstein  |